# Mala (przedmiot)

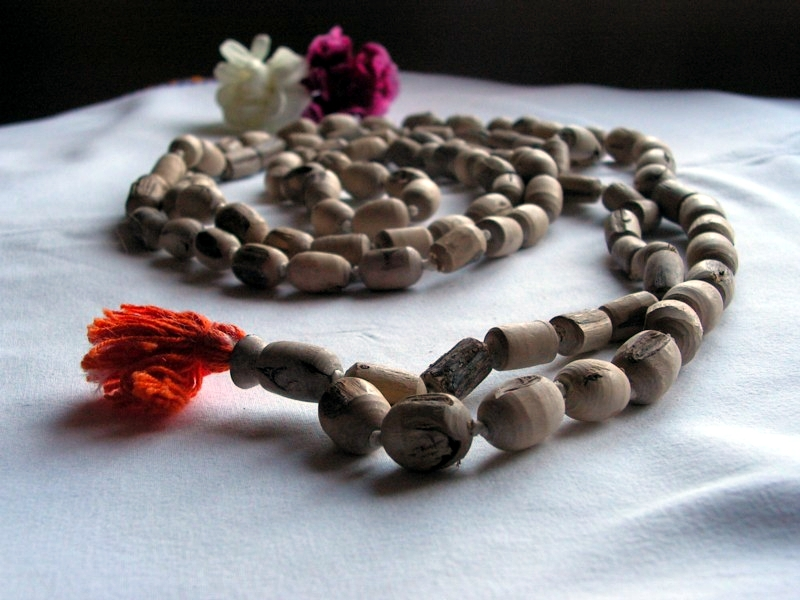
Mala

Mala (skt.  जप माला japa mālā, माला mālā) – tybetański lub indyjski sznur modlitewny. Licznik służący do odliczania liczby wykonanych mantr i innych powtarzalnych praktyk religijnych obecnych w szkołach skupionych wokół buddyzmu i hinduizmu. Sama nazwa mala jest terminem, który w sanskrycie oznacza "wieniec" lub "naszyjnik", natomiast japa można przetłumaczyć jako "mamrocząca modlitwa" lub "jednostajne powtarzanie tonalnych wersetów świętych pism, zaklęć lub imion bóstw".

## Budowa
Mala zbudowana jest ze sznurka, na który nawleczone są okrągłe korale. W tradycyjnej, dużej mali liczba korali to 108. Korale wykonane mogą być z drewna (najczęściej uzyskiwanego z drzewa sandałowego lub korzenia lotosu), kamienia, kryształu, kości lub tworzywa sztucznego.
Mala jest zakończona symboliczną stupą, a opcjonalnie niektóre korale mogą się wyróżniać (np. fakturą lub materiałem z jakiego zostały wykonane) i służyć w ten sposób jako pomocne w grupowaniu wykonanych praktyk liczniki.